# Kūh-e Derāk
Kūh-e Derāk (persiska: کوه دراک) är ett berg i Iran.   Det ligger i provinsen Fars, i den centrala delen av landet, 700 km söder om huvudstaden Teheran. Toppen på Kūh-e Derāk är 2 621 meter över havet, eller 99 meter över den omgivande terrängen. Bredden vid basen är 0,61 km.
Terrängen runt Kūh-e Derāk är varierad. Runt Kūh-e Derāk är det ganska tätbefolkat, med 179 invånare per kvadratkilometer. Närmaste större samhälle är Shiraz, 12,5 km sydost om Kūh-e Derāk. Omgivningarna runt Kūh-e Derāk är i huvudsak ett öppet busklandskap.